# Prasophyllum regium
Prasophyllum regium är en orkidéart som beskrevs av Richard Sanders Rogers. Prasophyllum regium ingår i släktet Prasophyllum och familjen orkidéer. Artens utbredningsområde är sydvästra Australien. Inga underarter finns listade i Catalogue of Life.